# Knockholt Pound
Knockholt Pound är en ort i grevskapet Kent i sydöstra England. Orten ligger i distriktet Sevenoaks, cirka 7 kilometer sydost om Orpington och cirka 7 kilometer nordväst om Sevenoaks. Tätorten (built-up area) hade 771 invånare vid folkräkningen år 2021.